# أندريه لويز موريرا
أندريه لويز موريرا (بالبرتغالية: André Luiz Moreira‏) (14 نوفمبر 1974 بساو باولو في البرازيل - ) هو لاعب كرة قدم برازيلي في مركز الدفاع، شارك في الألعاب الأولمبية الصيفية 1996. وشارك مع منتخب البرازيل لكرة القدم. أما مع النوادي، فقد لعب مع أولمبيك مارسيليا وباريس سان جيرمان وسان خوسيه إيرثكويكس ونادي أجاكسيو ونادي تشياباس ونادي تينيريفي ونادي سانتوس ونادي ساو باولو ونادي فلومينينسي ونادي كروزيرو ونادي كورينثيانز ونادي كومبوستيلا.

## وصلات خارجية
- أندريه لويز موريرا على موقع الاتحاد الأوربي (الإنجليزية)
- أندريه لويز موريرا على موقع رابطة كرة القدم الفرنسية للمحترفين (الإنجليزية)
- أندريه لويز موريرا على موقع الدوري الأمريكي (الإنجليزية)
- أندريه لويز موريرا على موقع قاعدة بيانات كرة القدم.إي يو (الإنجليزية)
- أندريه لويز موريرا على موقع ليكيب (الفرنسية)
- أندريه لويز موريرا على موقع ناشيونال فوتبول تيمز (الإنجليزية)
- أندريه لويز موريرا على موقع أوليمبيديا (الإنجليزية)
- أندريه لويز موريرا على موقع اللجنة الأولمبية البرازيلية (البرتغالية)